# Phyciodes harperi
Phyciodes harperi är en fjärilsart som beskrevs av Gunder 1932. Phyciodes harperi ingår i släktet Phyciodes och familjen praktfjärilar. Inga underarter finns listade i Catalogue of Life.